# Coupe du Liechtenstein de football 1974-1975
Navigation
Édition précédente Édition suivante
La coupe du Liechtenstein 1974-1975 de football est la 30e édition de la Coupe nationale de football, la seule compétition nationale du pays en l'absence de championnat.
La finale est disputée à Balzers, le 1er mai 1975, entre le FC Triesen et le FC Balzers. 
Le FC Triesen remporte le trophée en battant le FC Balzers. Il s'agit du 8e titre de l'histoire du club dans la compétition.

## 1ertour
Le FC Balzers est exempté de ce tour.
| Équipe 1   | Résultat | Équipe 2          |
| ---------- | -------- | ----------------- |
| FC Schaan  | 1 - 3    | FC Ruggell        |
| FC Triesen | 3 - 0    | FC Triesenberg    |
| FC Balzers | 4 - 1    | USV Eschen/Mauren |

## Demi-finales
| Équipe 1   | Résultat | Équipe 2   |
| ---------- | -------- | ---------- |
| FC Balzers | 4 - 2    | FC Vaduz   |
| FC Ruggell | 1 - 3    | FC Triesen |

## Finale
| 1er mai 1975 | FC Balzers | 2 - 5 | FC Triesen | Balzers |  |
|              |            |       |            |         |  |